# Amt Dänischenhagen
Das Amt Dänischenhagen  ist ein Amt im Kreis Rendsburg-Eckernförde in Schleswig-Holstein. Es umfasst folgende Gemeinden:
1. Dänischenhagen
2. Noer
3. Schwedeneck
4. Strande

## Geschichte
Das Amt Dänischenhagen existiert seit dem 1. August 1948 und umfasste damals die Gemeinden Altenholz, Dänischenhagen, Schilksee und Strande. 1959 wurde Schilksee in die Landeshauptstadt Kiel eingemeindet. 1963 erhielt die Gemeinde Altenholz eine eigene Verwaltung. Somit blieben dem Amt Dänischenhagen noch die Gemeinden Dänischenhagen und Strande. Mit der Kreis- und Ämterreform von 1970 wurden die bisherigen Ämter Dänischenhagen und Schwedeneck (bestehend aus den Gemeinden Noer und Schwedeneck) zum heutigen Amt Dänischenhagen mit Sitz in Dänischenhagen zusammengelegt.

## Wappen
Blasonierung: „Geviert. 1 in Blau über einer durchgehenden silbernen Welle der silberne Spinnaker und das silberne Großsegel eines Segelbootes, 2 in Gold der wachsende rote Turm der Kirche in Dänischenhagen, 3 in Gold ein aus drei Tragsteinen und einem Deckstein bestehendes rotes Steingrab, 4 in Blau eine links schräg abgestufte silberne Zinnenmauer.“